# Tyska botten

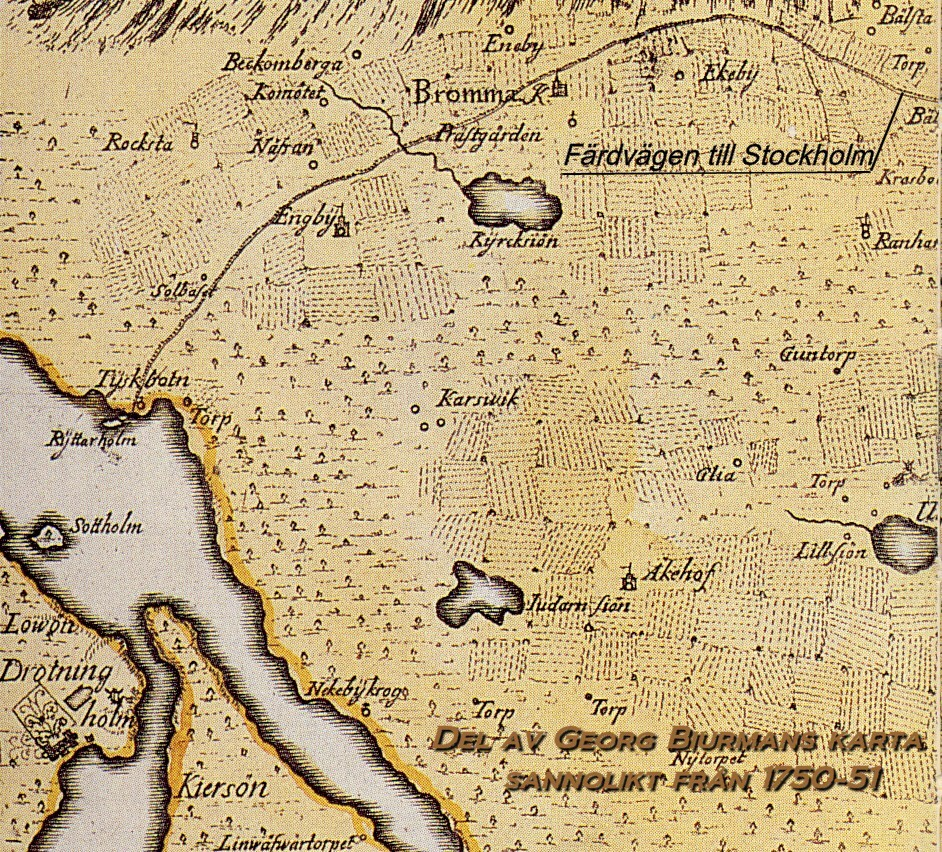
Del av Georg Biurmans karta från 1750-talet, som visar nuvarande södra Blackeberg, Södra Ängby, Nockebyhov och Nockeby. Vid udden vid Ekbacken ligger torpet vid Tyska botten vid Mälarens strand.

Tyska botten är ett område i södra Blackeberg i Bromma, som gränsar till Mälaren. Området upptas idag av några privata villor vid Ekbacken och en industrianläggning i sand- och grusbranschen.
Var namnet "Tyska botten" kommer ifrån finns det olika förklaringar till. Den ena förklaringen om namnet säger att det användes av tyska krigsfångar, den andra förklaringen till namnet Tyska botten är att man anställde en rad tyska hantverkare när Drottningholms slott började byggas 1660. De ansågs dock inte vara "tillräckligt fina" och lär inte ha fått bo på slottssidan på den kungliga Lovön. Därför roddes de efter dagens arbete över till färjestället vid Ekbacken på Brommalandet. Deras boplats där fick namnet "Tyska botten". Uttrycket Botten torde vara det tyska ordet Boden, som betyder mark, alltså den tyska marken. Att tyskar bott på torpet är veterligen inte styrkt.

## Jätteekarna vid udden Ekbacken

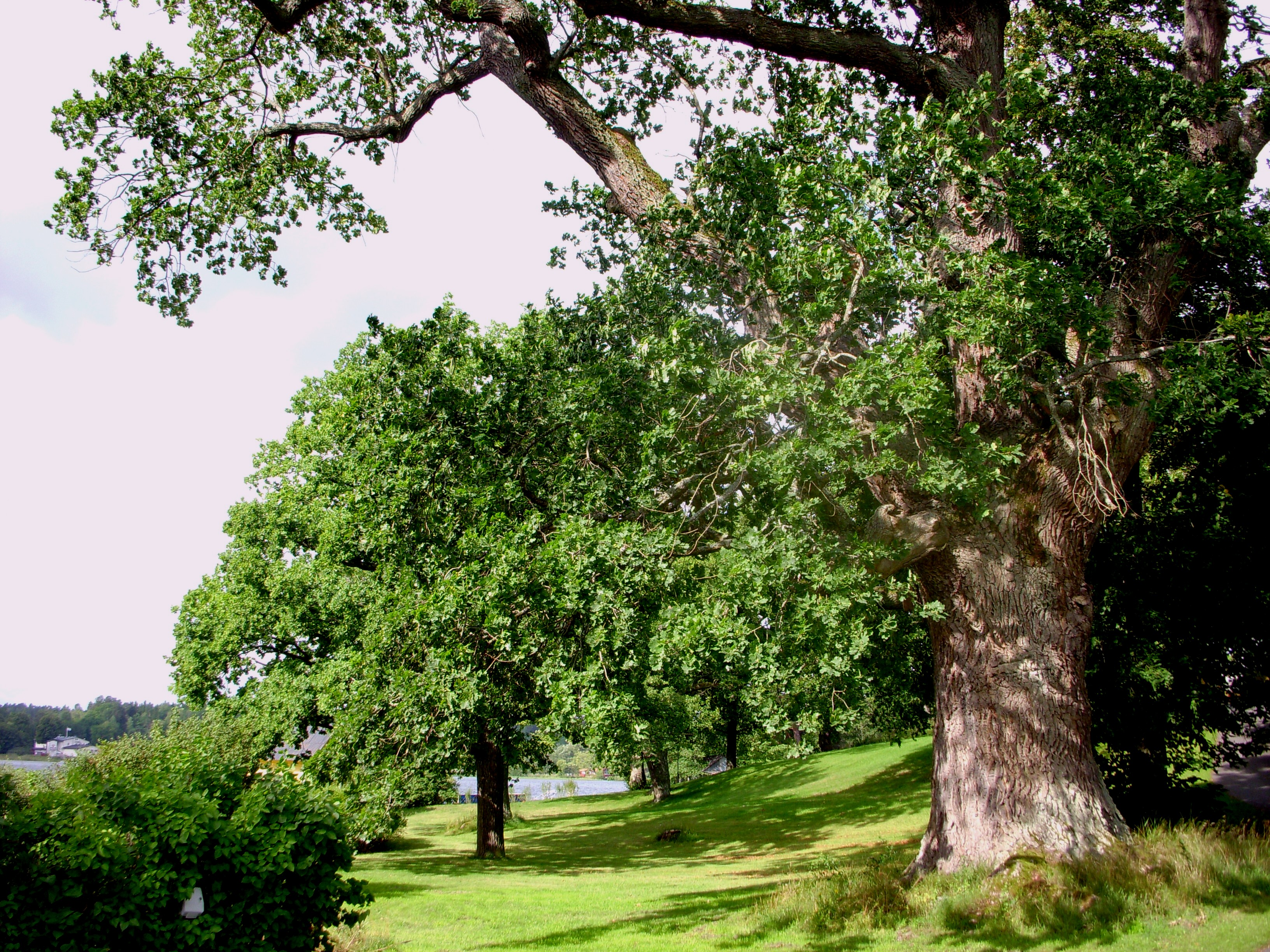
Jätteek vid Ekbacken, Tyska botten.

Sydost om Tyska botten ligger Ängbybadet och mot väst börjar Grimsta naturreservat som sträcker sig norrut till Hässelby strand. Området domineras av ädellövträd som ek, ask, lind, bok och lönn. Området vid udden vid Ekbacken är i privat ägo och har några av Stockholms vackraste och största jätteekar. Vid vägen finns några månghundraåriga ekar som kan vara upp till 700 år gamla, däribland en så kallad jätteek med 6,52 meter i omkrets (mätt 1992).

## Färjestadstorpet
På kartor ända in på 1900-talet finner man Färjestadstorpet, eller Färjkarlstorpet, på den västra delen av Ängbybadet i stadsdelen Nockebyhov, söder om nuvarande Judarskogens naturreservat. Färjestadstorpet på kartorna betecknade färjestället mot Lovön fram till 1670-talet, då flyttades det några hundra meter västerut till Tyska Botten. Den platsen är idag inom Ängbybadets område. Serveringen vid Ängbybadet är byggd på en stenplatå, som utgör de sista resterna av Färjestadstorpet. Ända fram till 1965 låg här ett vackert hus, som då revs. Enligt Edvard Bolin skulle Färjestadstorpet mycket väl ha kunnat infogas i den nuvarande miljön.

## Torpet Tyska botten
Området gav namn till ett torp "Torpet tyskbotten" som omnämndes på en ägomätningskarta över Ängby gård år 1689, på en karta från 1720 kallas samma torp för "Tyskholm".  På Georg Biurmans karta från 1750-talet omnämns "Tÿskbotn". Ordet botten kan härledas till tyskans Boden som betyder mark, land. Den del av Stora Ängby, som senare blev Lilla Ängbys mark indrogs till kronan år 1689. Det var på den marken som torpet "Tyskbåtten" låg nere vid Mälarstranden. Kronan behövde då ett nytt färjeställe över till Drottningholm, och det var orsaken till indragningen. Vid Drottningholm pågick då slottsbygget där för fullt. För materialtransporterna, och senare för hovets landresor till Drottningholm, behövde man även en väg. Det var därför som man anlade den väg, som idag har Bällstavägens och delar av Blackebergsvägens sträckningar. Den nya vägen skulle gå från Stockholms slott via Norrmalm och Solna socken och vidare över Bällsta bro och fram till Tyska botten. De kungliga stallarna för hästarna låg nere vid färjeläget. Fortfarande leder där den gamla vägen från Blackebergsvägen ner till det forna färjeläget mot Drottning till en brygga vid färjestället. Området öster om vägen bildade torpet Tyska botten. Torpet vid Tyska botten låg under Drottningholms ägo och marken övergick till Stockholms stad först år 1936. Själva torpstugan revs 1915, men den var dock inte den ursprungliga.
Kronan ägde Tyska botten och enligt juristen Gerhard Hafström upptogs i Drottningsholms slottsstat en lönepost för färjkarlen, åtminstone från och med 1680-talet. Stall för hovets hästar låg intill färjstället och torpet. I sin Beskrifning öfver Bromma Socken År 1825 uppger Carl G. af Forsell, att "der ännu rudera finnas efter de Kongl. stallen och vagnshusen, med det mera". Färjstället förlorade sin betydelse när broarna och den nya vägen till Drottningholm invigdes 1787. Mellan ägarna till Stora Ängby och Lilla Ängby fastställdes vid ett ägobyte 1775 "Tyska bottens Landsvägen som en beständig skillnad" mellan de båda gårdarna. Den omtalade Tyska bottens Landsvägen motsvaras av nuvarande Blackebergsvägen.

## Den gamla färdvägen och färjestället

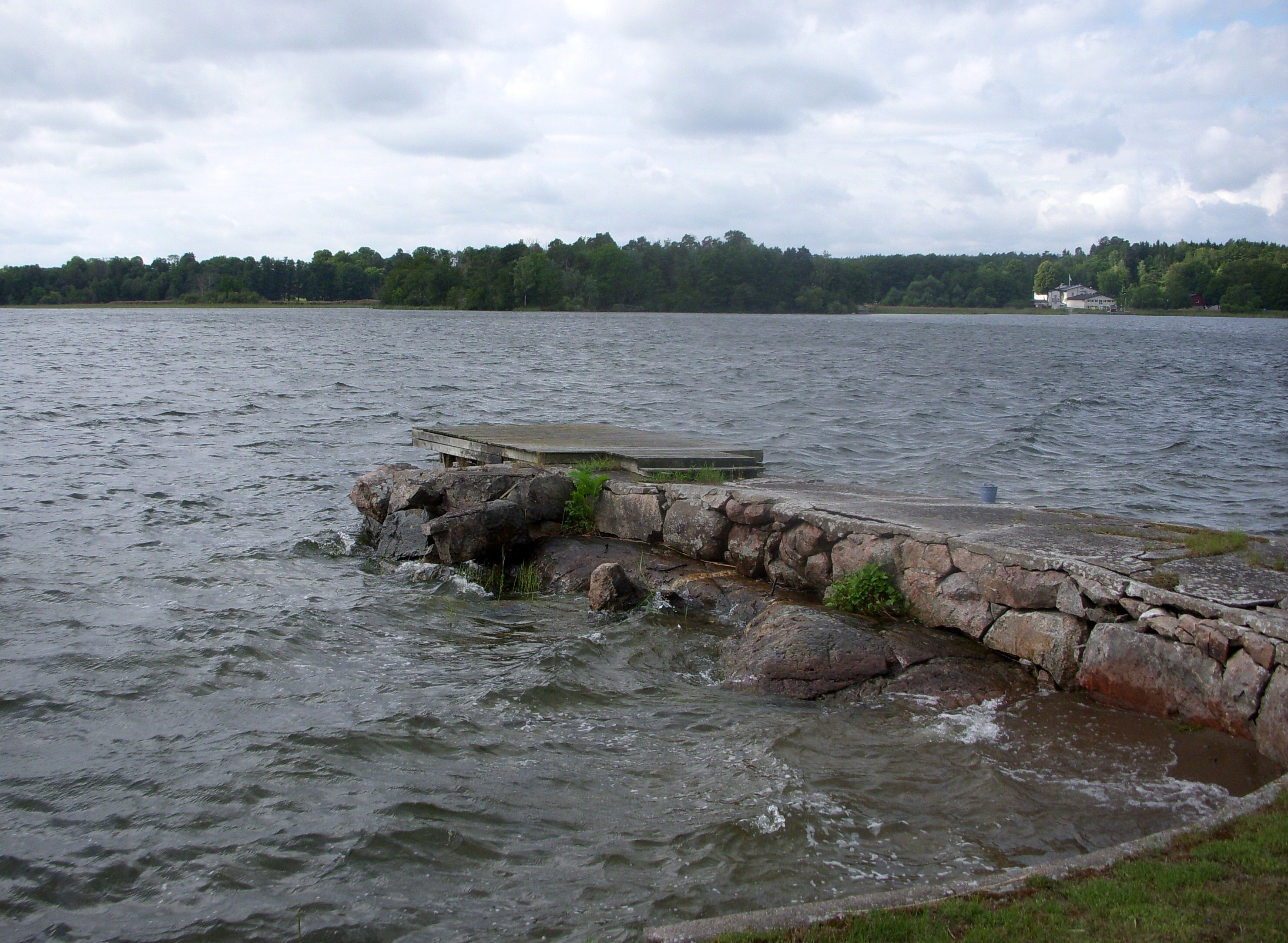
Resterna av bryggan, Tyska botten.

Vid Tyska botten anlades år 1689 ett färjeställe för trafiken från Brommalandet till Lovön och Drottningholms slott och det finns fortfarande rester av en gammal hamnanläggning på platsen. Vid dagens Ängbybadet låg ett litet samhälle med namn "Färjestaden". Idag påminner Färjestadsvägen i Södra Ängby om detta. Trafiken gick dock inte på Färjestadsvägen, som inte fanns på 1600-talet, utan på nuvarande Blackebergsvägen och vägen över ängen från Blackebergsvägen ner till Ekbacken och Mälaren. Denna promenadväg är en del av en över 300 år gammal färdväg som ledde från Stockholm över Sundbyberg och Bällsta bro, förbi Bromma kyrka och hit, den sista biten är fortfarande helt oförändrad.
Färjestället vid Tyska botten avvecklades år 1787 i samband med att Gustav III invigde tre nya broar (Tranebergsbron, Nockebybron och Drottningholmsbron) samt Drottningholmsvägen, Stockholm, som avsevärt förenklade den långa resan från Stockholms slott till slottet på Drottningholm. Av den gamla hamnanläggningen återstår idag en brygga och två husgrunder. Bryggan är 7 meter bred och 11 meter lång. Den är uppbyggd på berggrund med kallmurade, huggna stenar upptill en meter i diameter. På nyare tid har bryggan förstärkts med ett skikt av betong.

## Tyska bottens väg
Vägen Tyska bottens väg, som ligger ovanför Ängbybadet och leder fram till Nockeby backe, ligger i Nockebyhov och fick sitt namn 1950. Vägen fick sitt namn efter bebyggelsen som kallas Torpet Tyska botten, enligt en karta över Ängby från 1689. Det var torpet som låg nära färjstället över till Drottningholm. Ett annat torp, som låg vid Mälaren kallades Färjestaden. Torpet Färjestaden vid Mälaren står nämnd i jordeboken 1725. "Här låg färjestället mot Lovön fram till 1670, då det flyttades några hundra meter västerut till Tyska Botten." Vägen Färjestadsvägen i nuvarande Södra Ängby fick sitt namn 1933 och den är dock ny och anlagd för villabebyggelsen.

## Tillfällig färjeled
Tyska bottenleden var till och med 2014 en tillfällig färjeled på sjön Mälaren, inom Trafikverket Färjerederiets verksamhet. Färjan trafikerade sträckan Tyska botten i Stockholms kommun − Slagsta i Botkyrka kommun. Den var avsedd för dispenstrafik, det vill säg tunga fordon som inte får färdas på Essingeleden utan särskilt tillstånd och inte kunde få tillstånd under tiden för Essingeledens renovering. Färjeleden var en tillfällig färjeled, inte en permanent led. Den öppnades för trafik den 15 april 2011, och trafiken hade tillstånd att pågå till och med 2014, då den upphörde.